# Jona
Jona foi uma comuna da Suíça, no Cantão São Galo, com cerca de 17.625 habitantes. Estendia-se por uma área de 20,43 km², de densidade populacional de 863 hab/km². Confinava com as seguintes comunas: Bubikon (ZH), Eschenbach, Hombrechtikon (ZH), Rapperswil, Rüti (ZH), Schmerikon, Wangen (SZ).
A língua oficial nesta comuna era o Alemão.

## História
Em 1 de janeiro de 2007, passou a formar parte da nova comuna de Rapperswil-Jona.